# Ruellia brevifolia
Espèce
Classification phylogénétique
Ruellia brevifolia est une espèce de plantes à fleurs du genre Ruellia de la famille des Acanthaceae. C'est une plante herbacée.

## Synonymes
Selon "The Plant List" 11 juin 2012
- Cyrtacanthus corymbosus Mart. ex Nees [Invalid]
- Echinacanthus dichotomus Kuntze
- Ruellia amoena Nees [Invalid]
- Ruellia graecizans Backer
- Ruellia longifolia (Pohl) Griseb.
- Ruellia longifolia Rich.
- Ruellia serratitheca Rusby
- Ruellia ventricosa Kunth
- Stephanophysum brevifolium Pohl
- Stephanophysum longifolium Pohl
- Stephanophysum longifolium var. microphyllum Nees
- Stephanophysum macrandrum Bremek.
- Stephanophysum ventricosum Nees

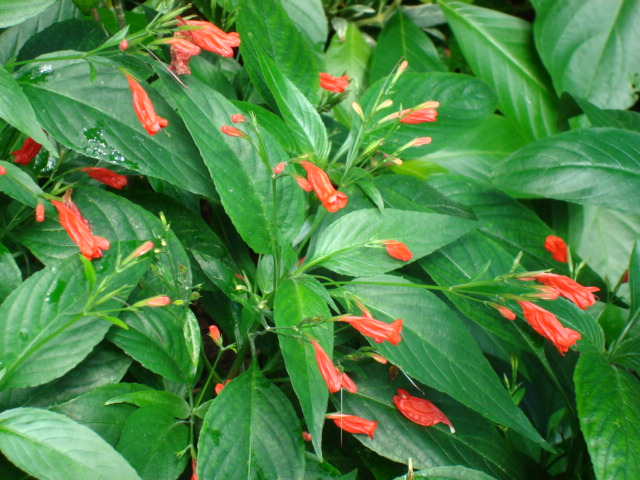
Ruellia brevifolia.
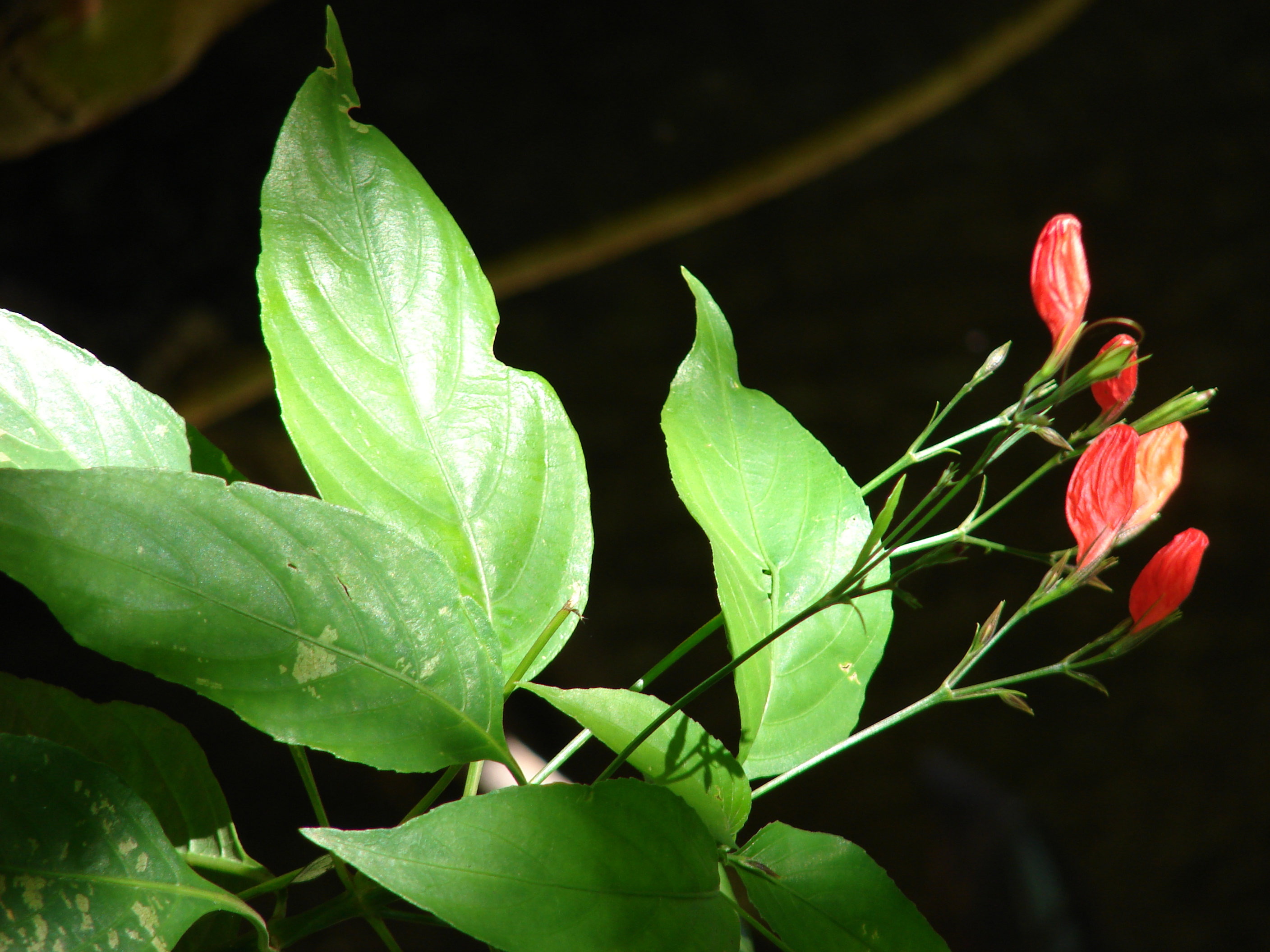
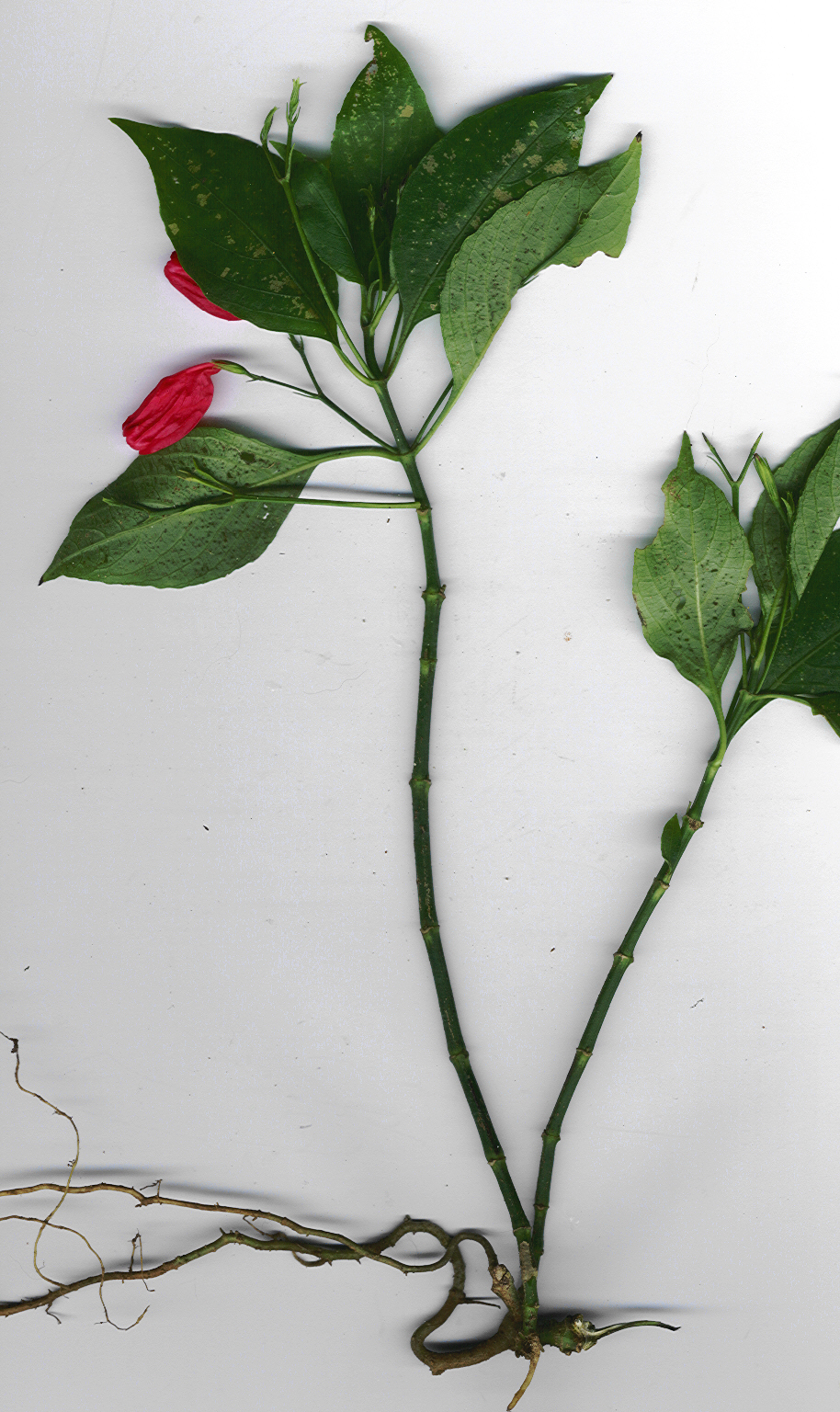